# Tolna-Mözs vasútállomás
Tolna-Mözs vasútállomás egy Tolna vármegyei vasútállomás Tolna városában, a MÁV üzemeltetésében; a város egyetlen személyforgalmi vasúti csatlakozási pontja.
A város központjától csaknem 3 kilométerre nyugatra helyezkedik el, nem messze az 5112-es út szintbeli vasúti keresztezésétől; közúti elérését az abból kiágazó 51 367-es számú mellékút (települési nevén Dobó István utca) biztosítja.

## Vasútvonalak
Az állomást az alábbi vasútvonalak érintik:
- Rétszilas–Bátaszék-vasútvonal

## Kapcsolódó állomások
A vasútállomáshoz az alábbi állomások vannak a legközelebb:
- Fácánkert megállóhely (Rétszilas–Bátaszék-vasútvonal)
- Szekszárd-Palánk megállóhely (Rétszilas–Bátaszék-vasútvonal)

## Forgalom
| Járat             | Útvonal | Gyakoriság                     |
| ----------------- | --- | ------------------------------ |
| személyvonat      | Sárbogárd – Rétszilas – Cece – Vajta – Nagydorog – Tengelic – Fácánkert – Tolna-Mözs – Szekszárd-Palánk – Szekszárd – Őcsény – Decs – Bátaszék (– Alsónyék – Pörböly – Baja) | Napi 3 pár                     |
| személyvonat      | Tolna-Mözs → Szekszárd-Palánk → Szekszárd | Munkanapokon 1 Szekszárd felé  |
| személyvonat      | Tolna-Mözs → Szekszárd-Palánk → Szekszárd → Őcsény → Decs | Munkanapokon 1 Decs felé       |
| személyvonat      | Tolna-Mözs → Szekszárd-Palánk → Szekszárd → Őcsény → Decs → Bátaszék → Alsónyék → Pörböly → Baja                                                                             | Munkanapokon 1 Baja felé       |
| személyvonat      | Nagydorog → Tengelic → Fácánkert → Tolna-Mözs → Szekszárd-Palánk → Szekszárd                                                                                                 | Munkanapokon 1 Szekszárd felé  |
| személyvonat      | Bátaszék → Decs → Őcsény → Szekszárd → Szekszárd-Palánk → Tolna-Mözs | Munkanapokon 2 Tolna-Mözs felé |
| személyvonat      | Decs → Őcsény → Szekszárd → Szekszárd-Palánk → Tolna-Mözs → Fácánkert → Tengelic → Nagydorog                                                                                 | Munkanapokon 1 Nagydorog felé  |
| Gemenc InterRégió | Székesfehérvár – Belsőbáránd – Sárbogárd – Cece – Vajta – Nagydorog – Tengelic – Fácánkert – Tolna-Mözs – Szekszárd – Őcsény – Decs – Bátaszék – Alsónyék – Pörböly – Baja   | 2 óránként                     |